# Potașnea, Borodeanka
Potașnea (în ucraineană Поташня) este un sat în comuna Zahalți din raionul Borodeanka, regiunea Kiev, Ucraina.

## Demografie
Componența lingvistică a localității Potașnea
     Ucraineană (98,15%)
     Rusă (1,85%)
Conform recensământului din 2001, majoritatea populației localității Potașnea era vorbitoare de ucraineană (98,15%), existând în minoritate și vorbitori de rusă (1,85%).